# Montastraea
Montastraea es un género de coral pétreo que pertenece a la familia Montastraeidae, de la subclase Hexacorallia.

## Taxonomía
Este género todavía es enmarcado en la familia Faviidae por el Sistema Integrado de Información Taxonómica, ITIS, o la Unión Internacional para la Conservación de la Naturaleza, UICN. Pero los análisis filogenéticos, moleculares, mitocondriales, o las imágenes proporcionadas por el microscopio electrónico de barrido sobre la morfología de los cnidarios, realizados todos ellos en los últimos años por diversos estudios, han dado lugar a la reclasificación de muchas especies, géneros y familias. Y Montastraea ha perdido a la práctica totalidad de las que, hasta ahora, eran sus especies, que se han revelado emparentadas en otros géneros.

## Especies
El Registro Mundial de Especies Marinas reconoce tan solo la siguiente especie, valorando la UICN su estado de conservación:
- Montastraea cavernosa Linnaeus, 1767. Estado: Preocupación menor.

No obstante, queda pendiente la definitiva adscripción de Montastraea aperta (Verrill) al género.